# Iwan Taranienko
Iwan Andriejewicz Taranienko (ros. Иван Андреевич Тараненко, ukr. Іван Андрійович Тараненко, ur. 15 kwietnia?/28 kwietnia 1912 we wsi Hubynycha w rejonie nowomoskowski w obwodzie dniepropetrowskim, zm. 4 marca 1995 w Moskwie) – radziecki lotnik wojskowy, generał porucznik lotnictwa, Bohater Związku Radzieckiego (1943).

## Życiorys
Urodził się w ukraińskiej rodzinie chłopskiej. Skończył 7 klas, później pracował jako stolarz w zakładzie im. Karla Liebknechta w Dniepropetrowsku i sekretarz zakładowego komitetu Komsomołu w Pawłohradzie, od 1932 należał do WKP(b). Od sierpnia 1933 służył w Armii Czerwonej, w 1934 ukończył wojskową szkołę lotniczą w Charkowie, w której został instruktorem i dowódcą klucza. W latach 1939–1940 uczestniczył w wojnie z Finlandią, podczas której wykonał 22 loty bojowe i strącił osobiście jeden fiński samolot. Od czerwca 1941 jako starszy politruk i komisarz eskadry brał udział w wojnie z Niemcami w składzie 147 i 12 pułku lotnictwa myśliwskiego, w październiku 1941 został dowódcą 298 pułku lotnictwa myśliwskiego na Froncie Południowym, a od lutego 1943 Północno-Kaukaskim. Miał wówczas stopień podpułkownika. Wraz z pułkiem walczył w składzie 219 Dywizji Lotnictwa Bombowego 4 Armii Powietrznej. Do czerwca 1943 wykonał 205 lotów bojowych i stoczył 18 walk powietrznych, w których strącił osobiście 4 i w grupie 4 samoloty wroga; od kwietnia do czerwca 1943 wraz z pułkiem wyróżnił się podczas walk o Kubań. 28 lipca 1943 został dowódcą 294 Dywizji Lotnictwa Myśliwskiego 4 Korpusu Lotnictwa Myśliwskiego 5 Armii Powietrznej Frontu Stepowego (20 października 1943 Front Stepowy został przemianowany na 2 Front Ukraiński), której piloci wyróżnili się podczas operacji biełgorodzko-charkowskiej oraz w bitwie o Dniepr, szczególnie przy wyzwalaniu Połtawy 23 września 1943 i Aleksandrii 6 grudnia 1943. Później na czele dywizji brał udział w operacji jassko-kiszyniowskiej, debreczyńskiej, brastysławsko-brneńskiej i budapesztańskiej. Wykonał łącznie 253 loty bojowe i stoczył 54 walki powietrzne, strącając osobiście 7 i w grupie 6 samolotów wroga. W 1946 ukończył kursy doskonalenia kadry dowódczej przy Akademii Wojskowo-Powietrznej, a w 1955 Wyższą Akademię Wojskową im. Woroszyłowa. Był dowódcą dywizji lotniczej i pracował w Wojskowo-Powietrznej Akademii Inżynieryjnej im. Żukowskiego, był I zastępcą dowódcy Lotnictwa Wojskowo-Transportowego, w 1972 w stopniu generała porucznika zakończył służbę wojskową. Został pochowany w kolumbarium Cmentarza Nowodziewiczego.

## Odznaczenia
- Złota Gwiazda Bohatera Związku Radzieckiego (2 września 1943)
- Order Lenina (dwukrotnie)
- Order Czerwonego Sztandaru (pięciokrotnie, m.in. 23 kwietnia 1940 i 12 lutego 1942)
- Order Bohdana Chmielnickiego II klasy (28 kwietnia 1945)
- Order Wojny Ojczyźnianej I klasy (dwukrotnie, 2 maja 1943 i 11 marca 1985)
- Order Czerwonej Gwiazdy
- Medal „Za zasługi bojowe”
- Medal „Za zwycięstwo nad Niemcami w Wielkiej Wojnie Ojczyźnianej 1941–1945”
- Medal „Za wyzwolenie Pragi”
- Medal „Za zdobycie Budapesztu”
- Medal „Weteran Sił Zbrojnych ZSRR”